# باتريشيا دان
باتريشيا دان (بالإنجليزية: Patricia Dunn)‏ هي راقصة وممثلة أمريكية، ولدت في 1930 في لوس أنجلوس في الولايات المتحدة، وتوفيت في 3 مايو 1990 في نيويورك في الولايات المتحدة بسبب سرطان الرئة.

## وصلات خارجية
- باتريشيا دان على موقع IMDb (الإنجليزية)
- باتريشيا دان على موقع قاعدة بيانات برودواي على الإنترنت (الإنجليزية)
- باتريشيا دان على موقع إن إن دي بي (الإنجليزية)
- باتريشيا دان على موقع قاعدة بيانات الفيلم (الإنجليزية)